# Episodi di Skippy il canguro (seconda stagione)
La seconda stagione della serie televisiva Skippy il canguro è stata trasmessa in anteprima in Australia dalla Nine Network.
| nº | Titolo originale    | Titolo italiano | Prima TV Australia | Prima TV Italia |
| -- | ------------------- | --------------- | ------------------ | --------------- |
| 1  | The Raft            |                 | 25 novembre 1968   |                 |
| 2  | The Perfect Hosts   |                 | 4 novembre 1968    |                 |
| 3  | Honest Jack         |                 | 19 dicembre 1970   |                 |
| 4  | Follow My Leader    |                 | 13 dicembre 1968   |                 |
| 5  | Tex 'N Ranger       |                 | 3 febbraio 1969    |                 |
| 6  | Chicken             |                 | 24 marzo 1969      |                 |
| 7  | Belinda             |                 | 15 gennaio 1969    |                 |
| 8  | The Mine            |                 | 25 maggio 1969     |                 |
| 9  | Rockslide           |                 | 6 gennaio 1969     |                 |
| 10 | Hide and Seek       |                 | 16 marzo 1975      |                 |
| 11 | Flying Saucers      |                 | 3 marzo 1969       |                 |
| 12 | Esmeralda           |                 | 17 marzo 1969      |                 |
| 13 | Puppets             |                 | 17 febbraio 1969   |                 |
| 14 | Vice Versa          |                 | 8 settembre 1974   |                 |
| 15 | Oats                |                 | 13 ottobre 1969    |                 |
| 16 | The Black Spider    |                 | 24 febbraio 1969   |                 |
| 17 | Tread Softly        |                 | 28 aprile 1969     |                 |
| 18 | The Shark Taggers   |                 | 28 aprile 1969     |                 |
| 19 | Surprise! Surprise! |                 | 22 luglio 1977     |                 |
| 20 | Marco Polo          |                 | 21 aprile 1969     |                 |
| 21 | The Wombat          |                 | 2 settembre 1969   |                 |
| 22 | Axeman              |                 | 26 maggio 1969     |                 |
| 23 | Up and Beyond       |                 | 4 aprile 1969      |                 |
| 24 | Round-Up            |                 | 2 maggio 1969      |                 |
| 25 | The Hikers          |                 | 19 maggio 1969     |                 |
| 26 | For My Next Trick   |                 | 11 aprile 1969     |                 |
| 27 | A Bird in the Hand  |                 | 16 febbraio 1970   |                 |
| 28 | Marathon            |                 | 1º settembre 1972  |                 |
| 29 | The Best Man        |                 | 12 maggio 1969     |                 |
| 30 | Plain Jane          |                 | 24 agosto 1975     |                 |
| 31 | Hi Fi               |                 | 14 luglio 1969     |                 |
| 32 | Maggie              |                 | 5 maggio 1969      |                 |
| 33 | Mixed Company       |                 | 26 maggio 1969     |                 |
| 34 | Treasure Hunt       |                 | 8 settembre 1969   |                 |
| 35 | The Sport of Kings  |                 | 16 giugno 1969     |                 |
| 36 | Bon Voyage          |                 | 30 giugno 1973     |                 |
| 37 | Cobber              |                 | 31 dicembre 1971   |                 |
| 38 | Tiger               |                 | 1º settembre 1969  |                 |
| 39 | Luna Park           |                 | 28 dicembre 1971   |                 |